# Morten Bakke
Morten Bakke (ur. 16 grudnia 1968 w Hedalen), piłkarz norweski grający na pozycji bramkarza.

## Kariera klubowa
Bakke wychował się w klubie Hedalen z rodzinnego miasta. Następnie trenował w Aurdal oraz w Fåberg IL. W 1991 roku został bramkarzem pierwszoligowego Molde FK, w barwach którego zadebiutował w lidze i już w pierwszym sezonie został pierwszym bramkarzem zespołu. W 1994 roku osiągnął z Molde swój pierwszy sukces, kiedy to zdobył Puchar Norwegii. Natomiast rok później po raz pierwszy został wicemistrzem kraju. W 1998 roku powtórzył ten sukces. Na rundę jesienną został wypożyczony do angielskiego Wimbledonu, jednak przegrał rywalizację ze Szkotem Neilem Sullivanem i po pół roku wrócił do Molde. Jesienią 1999 miał duży udział w awansie zespołu do fazy grupowej Ligi Mistrzów. Tam Molde wygrało jedno spotkanie – 3:2 z Olympiakosem Pireus i 5 przegrało. Natomiast na koniec roku trzeci raz został wicemistrzem Norwegii. W połowie 2001 roku odszedł do Vålerenga Fotball, której pomógł w awansie do pierwszej ligi, a w 2002 roku w zdobyciu Pucharu Norwegii. Następnym klubem Mortena w karierze od 2003 roku był Raufoss IL, a w 2005 roku przeniósł się do Hønefoss BK, w którym po roku zakończył karierę.

## Kariera reprezentacyjna
W reprezentacji Norwegii Bakke zadebiutował 4 lutego 2000 roku w zremisowanym 1:1 spotkaniu ze Szwecją. W 2000 roku został powołany przez selekcjonera Nilsa Johana Semba do kadry na Euro 2000. Tam był rezerwowym dla Thomasa Myhre i nie zaliczył żadnego spotkania. W kadrze narodowej wystąpił 2 razy.